# Mykoła Amosow
Mykoła Mychajłowycz Amosow, ukr. Микола Михайлович Амосов (ur. 23 listopada?/6 grudnia 1913 we wsi Olchowo k. Czerepowca w guberni nowogrodzkiej, zm. 12 grudnia 2002 w Kijowie) – ukraiński lekarz rosyjskiego pochodzenia, uczony w dziedzinie medycyny, biocybernetyki, członek rzeczywisty Narodowej Akademii Nauk Ukrainy, dyrektor Instytutu Chirurgii Sercowo-Naczyniowej Akademii Chirurgii (ukr.Iнститут Cерцево-Cудинної Xірургії).
Zajmował się chirurgicznym leczeniem chorób serca i płuc oraz modelowaniem psychicznych funkcji mózgu.
21 grudnia 2007 znalazł się na drugim miejscu, spośród 14 tys. osób, na liście pierwszych dziesięciu „Wielkich Ukraińców”.

## Życiorys
Mykoła Amosow Mychajłowycz urodził się w rodzinie rolników. Matka była położną i pracowała we wsi położonej niedaleko miasta Czerepowiec. Ojciec poszedł na wojnę w 1914, a po powrocie, w niedługim czasie, porzucił rodzinę. Mykoła Amosow uczył się w szkole podstawowej w Czerepowcu do 18 roku życia, a następnie w mechanicznym technikum w tej samej miejscowości.
Od 1932 pracował w Archangielsku jako naczelnik zmiany pracowników w elektrowni przy tartaku. W 1934 r. rozpoczął naukę w Zaocznym Instytucie Przemysłowym.
W 1935 wstąpił do Archangielskiego Instytutu Medycznego, który zakończył z wyróżnieniem w 1939. Równolegle z medycyną kontynuował naukę w Zaocznym Instytucie. Tematem pracy dyplomowej był projekt wielkiego aeroplanu z turbiną parową. Zaoczny Instytut zakończył w 1940 również z wyróżnieniem.
1940 – do rozpoczęcia wojny Niemiec z ZSRR pracował jako chirurg w szpitalu w Czerepowcu. Następnie pracował w komisji mobilizacyjnej a dalej był głównym chirurgiem w szpitalu polowym. Następnie pracował jako chirurg w Moskwie i Briańsku.
W 1952 osiedlił się w Kijowie na Ukrainie, gdzie mieszkał następnie przez 49 lat. W marcu 1953 obronił doktorat z medycyny na temat „Resekcje płuc przy gruźlicy”. Od 1958 rozpoczął współpracę z Instytutem Cybernetyki w dziedzinie badań fizjologicznych serca
W 1962 został członkiem korespondentem Akademii Nauk Medycznych USRR oraz został odznaczony Nagrodą Lenina i został wybrany jako deputowany do Rady Najwyższej ZSRR. W 1963 wykonał po raz pierwszy w ZSRR protezę zastawki dwudzielnej. W 1969 został członkiem Ukraińskiej Akademii Nauk.

## Odznaczenia
- Złoty Medal „Sierp i Młot” Bohatera Pracy Socjalistycznej (23 stycznia 1973)
- Order Lenina – dwukrotnie
- Order Rewolucji Październikowej
- Order Wojny Ojczyźnianej I klasy
- Order Wojny Ojczyźnianej II klasy
- Order Czerwonej Gwiazdy – dwukrotnie
- Nagroda Leninowska